# Миролюбне
Миролю́бне (до 1966 року — Вища Погоріла і Нижча Погоріла) — село в Україні, адміністративний центр Миролюбненської сільської територіальної громади Хмельницького району Хмельницької області. Населення становить 770 осіб. Розташоване по обох берегах річки Ікви, за 10 км від залізничної станції Старокостянтинів І.

## Історія
Вища Погоріла згадується в історичних документах 1517 року.
Станом на 1886 рік в колишньому власницькому селі Вища Погоріла Сковородецької волості Старокостянтинівського повіту Волинської губернії, мешкало 723 особи, налічувалось 122 дворових господарства, існувала православна церква, постоялий будинок і водяний млин.
За переписом 1897 року кількість мешканців зросла до 563 осіб (272 чоловічої статі та 291 — жіночої), з яких 525 — православної віри.
У квітні 1919 року в районі сіл Воронківців, Верхняків, Вищої Погорілої полк червоного козацтва під командуванням В. М. Примакова розбив війська Армії УНР.
В роки Другої світової війни 97 мешканців села були нагороджені орденами й медалями Радянського Союзу.

## Населення
- 723 ос. (1886)
- 563 ос. (1897)
- 1180 ос. (1970)
- 770 ос. (2001)

## Економіка
В радянські часи в селі розташовувалася центральна садиба колгоспу ім. Ілліча, багатогалузевого господарства з 3,9 тис. га орної землі. Провідним напрямом рільництва було вирощування зерна та цукрових буряків, колгосп займався також тваринництвом. Із допоміжних підприємств були 2 млини, лісопилка, ремонтна майстерня.

## Інфраструктура
В селі є середня школа, клуб, бібліотека. Працюють фельдшерсько-акушерський пункт, кравецька майстерня.

## Пам'ятки природи

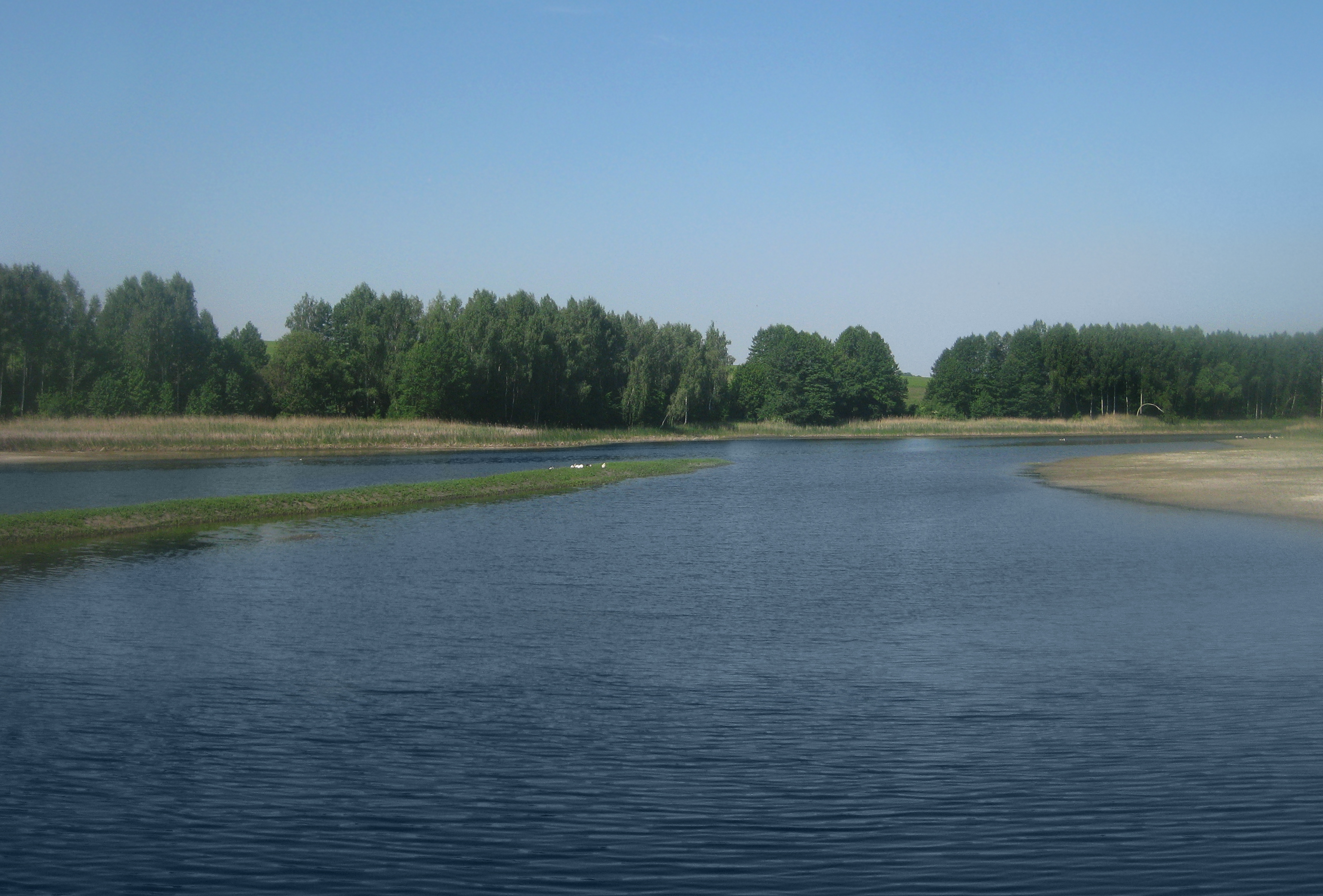
Миролюбненский став

- Морозівське (заповідне урочище) — заповідне урочище місцевого значення.
- Венеція (пам'ятка природи).

## Постаті
- Яневич Володимир Анатолійович (1993—2015) — солдат Збройних сил України, учасник російсько-української війни 2014—2017.